# 登山俱乐部 (英国)
登山俱乐部（Alpine Club）成立于1857年英国伦敦，是世界上第一个登山组织。是英国登山界公认的高级俱乐部，也是英国唯一的一家由登山者组成的全国性的组织。